# Heinz Harmel
Heinz Harmel (Metz, 29 juni 1906 - Krefeld, 2 september 2000) was een Duitse SS-Brigadeführer en Generalmajor in de Waffen-SS gedurende de Tweede Wereldoorlog. Hij werd onderscheiden met het Ridderkruis van het IJzeren Kruis met Eikenloof en Zwaarden als erkenning voor zijn grote dapperheid en/of succesvolle militaire leiderschap.

## Het begin
Heinz Harmel werd geboren op 29 juni 1906 in Metz, in het Duitse Keizerrijk. Harmel was de zoon van een medisch officier in het 67e Infanterie Regiment in Maagdenburg. Een militaire carrière leek de beste mogelijkheden te bieden voor hem. In 1926 meldde hij zich vrijwillig aan in de Reichswehr, in de 15e Compagnie van het 6e Infanterie Regiment in Ratzeburg. Maar het Verdrag van Versailles, welke de Reichswehr limiteerde in de grootte, liet het hem niet toe een actieve militaire carrière te volgen, dus bleef Harmel dienen in het reserveleger, waar hij de rang van Oberfeldwebel bereikte.
In 1933, toen Adolf Hitler aan de macht kwam, nam Harmel ontslag uit het leger. Op 2 oktober 1935 trad hij toe tot de SS-Verfügungstruppe (later bekend als de Waffen-SS) als een SS-Oberscharführer. Hij werd toegewezen aan de 1e Compagnie van de SS-Standarte „Germania" in Hamburg. Op 30 januari 1937 werd Harmel bevorderd tot SS-Untersturmführer (tweede luitenant) en diende als pelotonscommandant in het 7e Compagnie van de SS-Standarte „Deutschland" in München. Op 30 januari 1938 werd Harmel bevorderd tot de rang van SS-Obersturmführer (eerste luitenant). Op 13 maart 1938, na de annexatie van Oostenrijk in het Duitse Rijk, verhuisde Harmel met zijn eenheid van Klagenfurt naar de hoofdstad van Karinthië. Daar werd Harmel benoemd tot commandant van het 9e Compagnie van het nieuwe SS-Regiment "Der Führer”. Op 30 januari 1939 werd Harmel bevorderd tot de rang van SS-Hauptsturmführer (kapitein).

## Tweede Wereldoorlog
Gedurende de Slag om Frankrijk in 1940 vocht Harmel met zijn compagnie in Nederland en Vlaanderen, waarbij hij het IJzeren Kruis, 2e Klasse en 1e Klasse en het Infanterie-Sturmabzeichen verdiende. Toen ging Harmel naar Zuid-Frankrijk. Op 1 januari 1941 werd Harmel commandant van het 2e Bataljon van het SS-Infanterie-Regiment "Der Führer". In april 1941 nam Harmel deel aan de Balkanveldtocht. In Belgrado werd Harmel bevorderd tot de rang van SS-Sturmbannführer (majoor). In juni 1941 begon Operatie Barbarossa tegen de Sovjet-Unie. Met de SS-Infanterie-Division (mot.) „Reich" (later bekend als 2. SS-Panzer-Division "Das Reich”), onder het bevel van de SS-Gruppenführer Paul Hausser, nam Harmel deel aan gevechten nabij Jelna. Voor deze acties werd Harmel op 29 november 1941 onderscheiden met het Duitse Kruis in het goud.
Op 4 december 1941 nam Harmel het bevel over van het SS-Infanterie-Regiment „Deutschland", wiens commandant, de SS-Oberführer Wilhelm Bittrich, de zwaargewonde SS-Gruppenführer Paul Hausser verving. Harmel werd officieel commandant van het SS-Infanterie-Regiment „Deutschland" op 18 juni 1942. Hij werd bevorderd tot de rang van SS-Obersturmbannführer, (luitenant-kolonel), op 20 oktober 1942. Gedurende de winter van 1942-1943 vocht Harmel met moed en onzelfzuchtigheid met zijn manschappen nabij Rzhev-Oskol. Harmel nam deel aan de verovering van Charkov op 15 maart 1943. Hij onderscheidde zichzelf door een nachtaanval met zijn regiment. Voor deze heroïsche acties werd Heinz Harmel op 31 maart 1943 onderscheiden met het Ridderkruis van het IJzeren Kruis. Hij werd tevens onderscheiden met het Sonderabzeichen für das Niederkämpfen von Panzerkampfwagen durch Einzelkämpfer, deze badge werd door Adolf Hitler op 9 maart 1942 ingesteld voor individuen die eigenhandig met hand gehouden explosieven een pantsergevechtsvoertuig of tank vernietigd hebben. Op 20 april 1943 werd Harmel bevorderd tot de rang van SS-Standartenführer, (kolonel). Op 7 september 1943 werd hij onderscheiden met het Eikenloof bij zijn Ridderkruis en ontving tegelijk het Nahkampfspange in zilver.
Van maart 1944 tot april 1944 volgde Harmel een training voor divisiecommandanten in Hirschberg, Silezië. In april 1944 nam Heinz Harmel het bevel op zich van de 10e SS-Panzer-Division. Op 9 september 1944 werd Harmel bevorderd tot de rang van SS-Brigadeführer (brigadegeneraal). Op 38-jarige leeftijd werd Harmel respectvol "Der Alte” genoemd door zijn manschappen, die vaak zelf nog maar tieners waren. De 10. SS-Panzer-Division Frundsberg had een theoretische grootte van 19.513 manschappen, maar dit was al voor een groot deel gereduceerd door geleden verliezen en heeft daarna nooit meer dat aantal bereikt.
Gedurende de zomer van 1944 werd de divisie verhuisd van het Oostfront naar Normandië aan het Westfront. Harmel werd bevolen om de vijandelijke linies te doorbreken, en de Duitse eenheden die gevangen zaten in de Zak van Falaise te bevrijden. In augustus 1944 waren ongeveer 125.000 Duitse soldaten van het 7e Leger omsingeld. De operatie eindigde met zwaar verlies van manschappen en materieel. Harmel werd toen naar Nederland gestuurd. Hij vocht daar voor de Duitse verdediging tegen het geallieerde offensief (Operatie Market Garden). Hij onderscheidde zich wederom gedurende deze slag. Na de gevechten rond Arnhem en Nijmegen werd Harmel onderscheiden met Zwaarden bij zijn Ridderkruis op 15 december 1944. Zijn pantserdivisie werd overgeplaatst naar de Elzas, waar Harmel werd bevolen een bruggenhoofd te vestigen voor de Zak van Colmar. Na de mislukking van het offensief in de Elzas in december 1944/januari 1945 werd Harmels divisie naar het Oostfront overgeplaatst, initieel vechtend in Pommeren (streek) en Brandenburg om zo het Oder-front te houden. De divisie werd vervolgens overgebracht naar Heeresgruppe Mitte, waar ze eind april 1945 werd bevolen om een tegenaanval te doen tegen de strijdmacht van veldmaarschalk Konev. Het gehoorzamen van zulke orders zou resulteren in de vernietiging van de divisie - Harmel weigerde. Opgeroepen om te verschijnen voor Generalfeldmarschall Ferdinand Schörner werd Harmel ontheven van bevel van de "Frundsberg" division. Voor SS-Brigadeführer Harmel eindigde de oorlog in mei 1945, bevelvoerend over een ad hoc strijdgroep geformeerd rond de 24. Waffen-Gebirgs-Division der SS Karstjäger, de SS-Junkerschule in Graz, Oostenrijk en andere kleinere eenheden. De missie van de strijdgroep was het beveiligen van de bergpassen rondom de Oostenrijkse-Sloveense grens voor een veilige terugtrekking van de Duitse strijdkrachten die vluchtten vanuit Joegoslavië. Harmels legeronderdeel was een van de laatsten om zich over te geven en deed dat aan de Britse troepen in Oostenrijk.

## Naoorlogse jaren
Harmel was twee jaar krijgsgevangen in Engeland. Na zijn vrijlating keerde hij terug naar Duitsland en werkte als verkoopmedewerker. Veertig jaar na de Slag om Normandië ontving Heinz Harmel een herdenkingsmedaille in Bayeux. Harmel was een zeer populaire commandant bij zijn manschappen van de "Frundsberg" divisie en was een erg actieve deelnemer in de naoorlogse veteranenorganisatie van de divisie. Harmel stelde veel belang in het welzijn van zijn soldaten, en dit ging door in de naoorlogse jaren. Zijn zorg werd beantwoord door het aanzien van zijn voormalige soldaten voor hem. Wanneer Harmel te horen kreeg dat een van zijn voormalige manschappen in het ziekenhuis lag, dan bezocht Harmel de soldaat en zorgde ervoor dat de man en zijn familie goed verzorgd werden. Heinz Harmel was een van de meest onderscheiden officieren in de Waffen-SS gedurende de Tweede Wereldoorlog. Heinz Harmel overleed op 2 september 2000 in Krefeld.
In de film A Bridge Too Far uit 1977 speelt de Duitse acteur Hardy Krüger een karakter genaamd SS-Brigadeführer Ludwig, een rol die gebaseerd is op Heinz Harmel en Walter Harzer. Harmel wilde niet dat zijn naam genoemd werd in de film.
Het Airborne Museum in Oosterbeek ontving in 2017 van de nabestaanden van Harmel een aantal persoonlijke objecten, waaronder een helm, in permanente bruikleen.

## Carrière

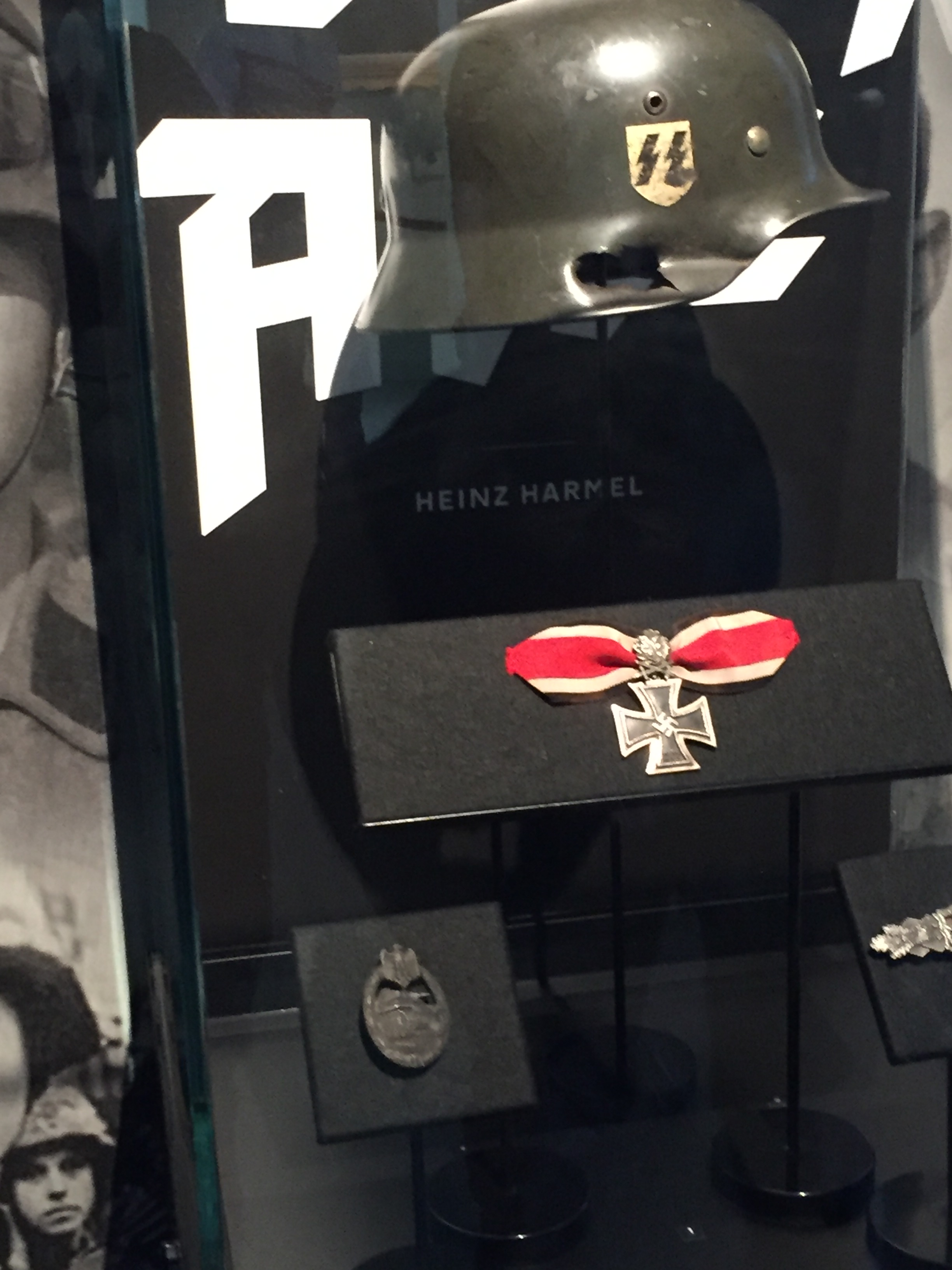
De helm en een aantal persoonlijke voorwerpen van Harmel worden sinds 2017 tentoongesteld in het Airborne Museum in Oosterbeek.

Harmel bekleedde verschillende rangen in zowel de Allgemeine-SS als Waffen-SS. De volgende tabel laat zien dat de bevorderingen niet synchroon liepen.
| Datum                 | Reichswehr             | Heer                      | Allgemeine-SS          | Waffen-SS                    |
| --------------------- | ---------------------- | ------------------------- | ---------------------- | ---------------------------- |
| 1926:                 | Einjährig-Freiwilliger | —                         | —                      | —                            |
| 1 mei 1926:           | Schütze                | —                         | —                      | —                            |
| 15 juli 1935:         | Gefreiter              | —                         | —                      | —                            |
| 31 juli 1935:         | —                      | Oberjäger der Reserve     | —                      | —                            |
| 20 september 1935:    | —                      | Oberfeldwebel der Reserve | —                      | —                            |
| 1935:                 | —                      | —                         | SS-Mann                | —                            |
| 2 oktober 1935:       | —                      | —                         | SS-Oberscharführer     | —                            |
| 30 januari 1937:      | —                      | —                         | SS-Untersturmführer    | —                            |
| 30 januari 1938:      | —                      | —                         | SS-Obersturmführer     | —                            |
| 30 januari 1939:      | —                      | —                         | SS-Hauptsturmführer    | —                            |
| 20 april 1941:        | —                      | —                         | SS-Sturmbannführer     | —                            |
| 19 juni 1942:         | —                      | —                         | SS-Obersturmbannführer | —                            |
| 20 april 1943:        | —                      | —                         | SS-Standartenführer    | —                            |
| 18 mei 1944:          | —                      | —                         | SS-Oberführer          | —                            |
| 7 - 9 september 1944: | —                      | —                         | SS-Brigadeführer       | Generalmajor in de Waffen-SS |

## Lidmaatschapsnummer
- SS-nr.: 278 276[9]

## Decoraties
Selectie:
- Ridderkruis van het IJzeren Kruis op 31 maart 1943 als SS-Obersturmbannführer en Commandant van het SS-Panzergrenadier Regiment 3 "Deutschland"[3][5][11][12][7]
- Ridderkruis van het IJzeren Kruis met Eikenloof (nr.296) op 7 september 1943 als SS-Standartenführer en Commandant van het SS-Panzergrenadier-Regiment "Deutschland"[3][5][13][7]
- Ridderkruis van het IJzeren Kruis met Eikenloof en Zwaarden (nr.116) op 15 november 1944 als SS-Brigadeführer en Generalmajor in de Waffen-SS en Commandant van het 10. SS-Panzer-Division Frundsberg[3][5][14][10]
- Duitse Kruis in goud op 29 november 1941[12][7]
- IJzeren Kruis 1939, 1e Klasse (1 juni 1940[7][3][12][15]) en 2e Klasse (30 mei 1940[7][3][12][15])
- Medaille ter Herinnering aan de Thuiskomst van het Memelland[6]
- Anschlussmedaille[3]
  - Gesp "Prager Burg"[3][6]
- Gewondeninsigne 1939 in zwart op 21 maart 1943[3][12][7]
- Storminsigne van de Infanterie in zilver op 4 december 1940[12] in brons[3] op 4 december 1940[7]
- Nahkampfspange in zilver (10 september 1943[3]) als Commandant van het SS-Panzergrenadier Regiment Deutschland, SS-Panzergrenadier-Division "Das Reich", Waffen-SS[10]
- Medaille Winterschlacht im Osten 1941/42 op 15 augustus 1942[3][12][7]
- Sonderabzeichen für das Niederkämpfen von Panzerkampfwagen durch Einzelkämpfer in zilver op 31 maart 1943[3][12][7]
- SS-Ehrenring op 21 juni 1940[9][12]
- Dienstonderscheiding van de SS, 4e graad (8 dienstjaren) op 1 oktober 1943[3][6]
- Rijksinsigne voor Sport in brons[6]
- Ehrendegen des Reichsführers-SS[8][9]
- Hij werd eenmaal genoemd in het Wehrmachtsbericht. Dat gebeurde op:
- 16 juli 1944.[3][12][16]

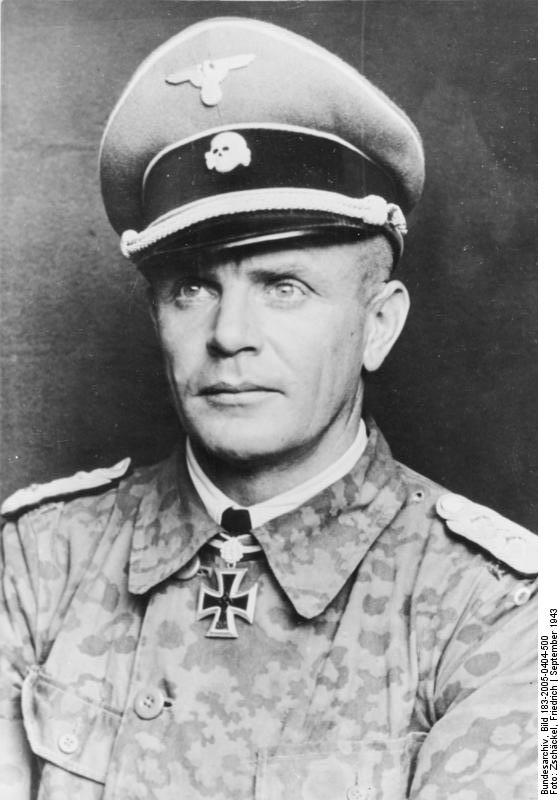
SS-Standartenführer Heinz Harmel na uitreiking van het Eikenloof bij zijn Ridderkuis, 13 september 1943.
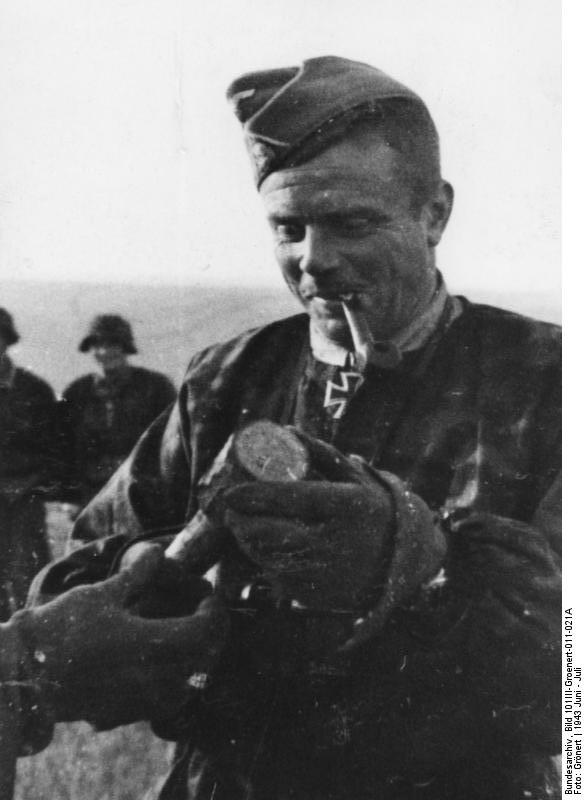
Heinz Harmel, tijdens Operatie Barbarossa, juni 1943.
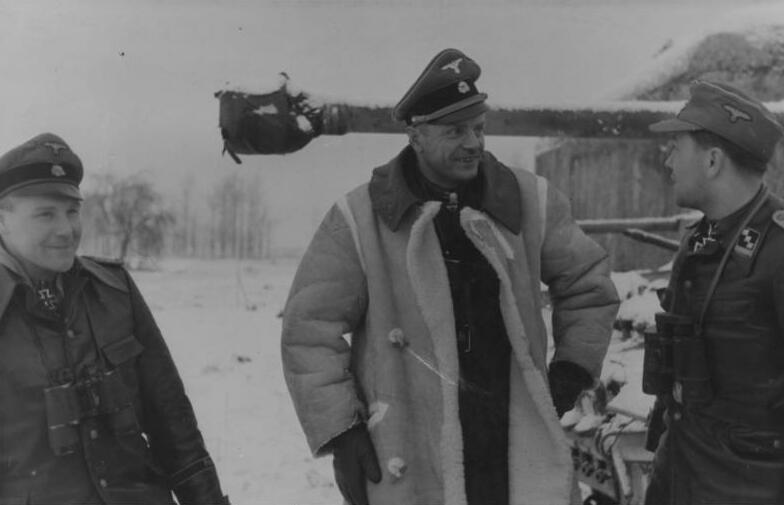
Heinz Harmel, februari 1945.
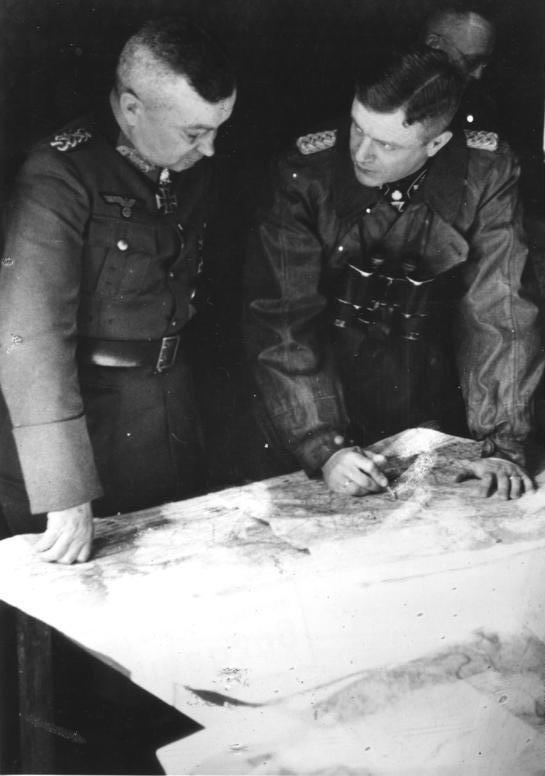
Heinz Harmel (rechts) met Generalfeldmarschall Walter Model in Arnhem.